# Sport Club Santa Cruz
Il Sport Club Santa Cruz, noto anche semplicemente come Santa Cruz, è una società calcistica brasiliana con sede nella città di Santa Cruz, nello Stato del Rio Grande do Norte.

## Storia
Il Sport Club Santa Cruz è stato fondato il 30 novembre 2003. Il club ha vinto il Campeonato Potiguar Segunda Divisão nel 2004, dopo aver battuto in finale il Vila Nova. Il Santa Cruz ha partecipato al Campeonato Brasileiro Série C nel 2008, dove è stato eliminato alla prima fase.

## Palmarès

### Competizioni statali
- Campeonato Potiguar Segunda Divisão: 1

2004